# Erwartungsrechnung
Die Erwartungsrechnung ist ein Controlling-Instrument, das nach einem vorausgehenden Soll-Ist-Vergleich
im Falle dabei festgestellter wesentlicher Planabweichungen eingesetzt werden kann: Es wird dann geprüft, mit welchen möglichen Gegenmaßnahmen (englisch corrective actions) die festgelegten Planziele noch erreicht werden können und welcher Aufwand (welche Kosten) dabei voraussichtlich zusätzlich entstehen. 
Ermittelt wird also der erwartete Aufwand für ein künftiges, voraussichtliches Ist, auf Basis des festgestellten Ist und den bis zum Planende verbleibenden Eingriffsoptionen. Die Erwartungsrechnung wird deshalb auch als „Ist-Wird-Rechnung“ bezeichnet, sie ist eine zukunftsorientierte Betrachtung nach dem Prinzip der Vorkopplung:
- Planziel definieren
- Istwerte erfassen
- Sollwerte bestimmen
- Soll- und Istwerte vergleichen
- Maßnahmen anordnen
- in Gang setzen und ausführen
- Fortschritt kontrollieren.

Die Erwartungsrechnung wird unterjährig durchgeführt, sinnvollerweise meist monatlich oder quartalsweise. Je näher gegen Planende eine Erwartungsrechnung durchgeführt wird, umso geringer wird der aktive Handlungsspielraum und sie nähert sich dann der reinen Ergebnisprognose.